# John Oliver Creighton
John Oliver Creighton, född 28 april 1943 i Orange, Texas, är en amerikansk astronaut uttagen i astronautgrupp 8 den 16 januari 1978.

## Rymdfärder
- STS-51-G
- STS-36
- STS-48